# サム・スミス
サミュエル・フレデリック・スミス（Samuel Frederick Smith、1992年5月19日 - ）は、イギリスのシンガーソングライターである。

## 来歴

### 生い立ち
ロンドン生まれ。仲立人職のケイト・キャシディとフレデリック・スミスの息子として生まれる。ロンドンの芸能学校であるナショナル・ユース・ミュージック・シアターに2007年に入学し、ジャズバンドに参加しながら、ジャズボーカリストでありピアニストのジョアンナ・エデンに歌と作曲の技法を学ぶ。

### 音楽活動
2012年10月8日に発売されたディスクロージャーのシングル『Latch』にゲストボーカルとして参加し、全英11位を記録し名を挙げることになった。また、2013年5月19日に発売されたノーティー・ボーイのシングル『La La La』に参加し、同曲は全英1位のヒットとなった。同年12月、イギリスレコード協会主催のブリット・アワードで批評家賞を受賞。

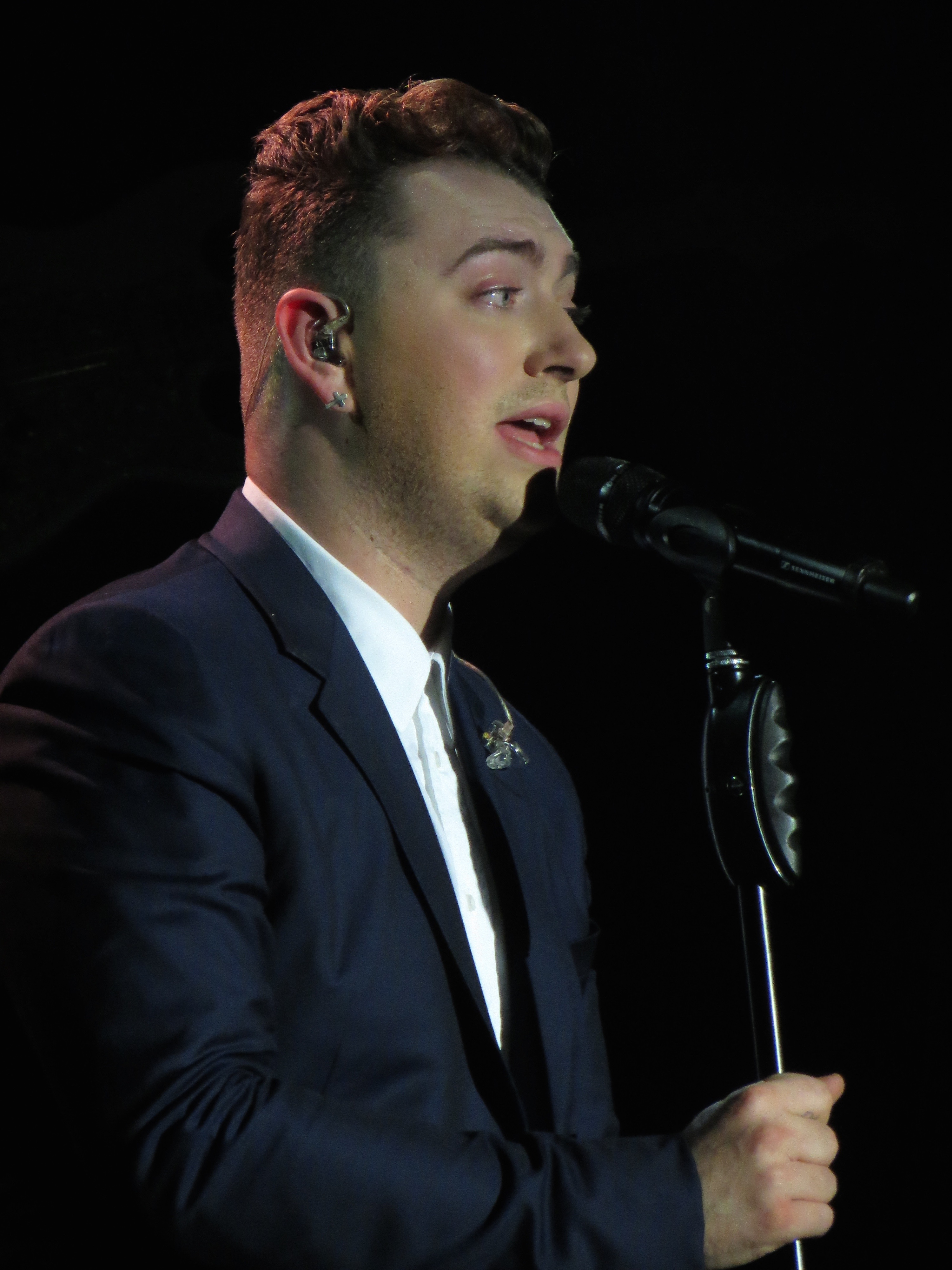
2014年のサム

2014年1月には、BBCによる批評家や音楽関係者の投票で有望な新人アーティストを選出する恒例企画『BBC Sound of 2014』において、1位に選出された。
同年5月にはキャピトル・レコードより、デビュー・アルバム『In the Lonely Hour』をリリース。アルバムからグラミー賞の6つの部門にノミネート（2014年12月）され、 2015年2月8日ロサンゼルスで開催された第57回グラミー賞授賞式では最多の4部門: Best New Artist（最優秀新人賞）、 "Stay with Me" に対して Record of the Year（年間最優秀レコード賞）, Song of the Year（年間最優秀楽曲賞）。"In the Lonely Hour"に対してBest Pop Vocal Album（最優秀ポップ・ヴォーカル・アルバム賞）が授与された。
2015年のビルボード・ミュージック・アワード2015では、"Stay With Me"が最優秀楽曲賞にノミネートされた。同年、シングル「Writing's On The wall」でイギリスのUKチャートで第1位を獲得と、アルバム「In the Lonely Hour」が69週連続でUKチャートトップ10にランクインにより、ギネス世界記録に認定された。
2017年9月8日、シングル「Too Good At Goodbyes」をリリースし、イギリスで1位、アメリカで5位を記録する。11月3日、2作目のスタジオ・アルバム『The Thrill of It All』がリリースされ、米英で1位となった。2018年3月20日、ヨーロッパ、北米、アジア、ニュージーランド、オーストラリアを廻る『The Thrill of It All Tour』をスタートさせた。
2020年2月13日、3作目のアルバムが『To Die For』というタイトルで5月1日にリリースされることを発表した。しかし、新型コロナウイルスのパンデミックにより発売が延期される。予定されていたアルバムタイトルが社会情勢的に好ましくないという理由から『Love Goes』に変更され、10月30日にリリースされた。

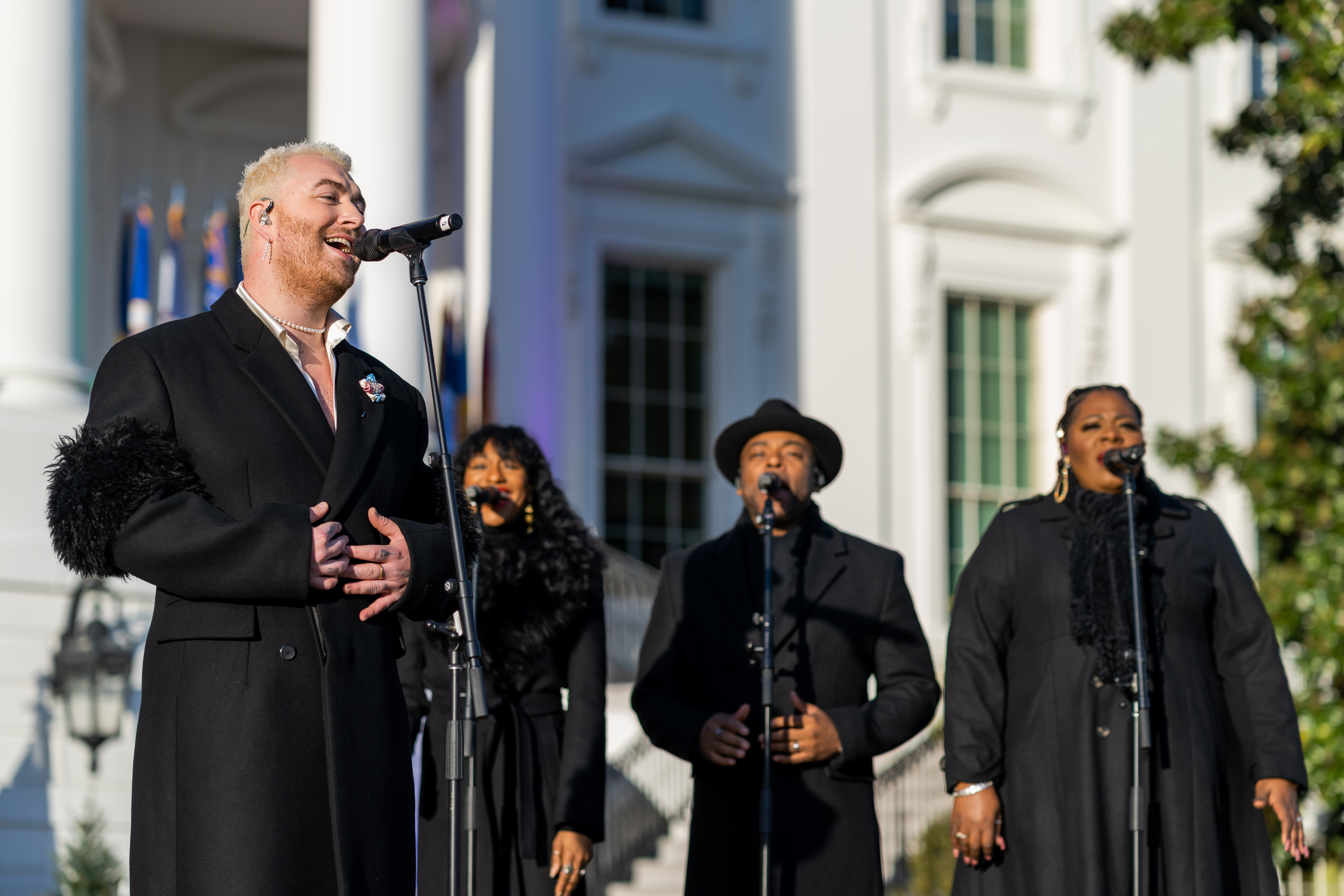
結婚尊重法の議案承認式で歌うサム（2022年）

2022年9月22日、ドイツの歌手キム・ペトラス（Kim Petras）とのシングル「Unholy」をリリース。イギリスで初登場1位、アメリカで初登場3位を記録した。さらにBillboard Global 200でも初登場1位を記録する世界的なヒットとなった。
2023年1月に発表した「I'm Not Here To Make Friends」のミュージックビデオは裸の上にニップレス、サスペンダー、コルセットなどを着用したサムや男性ダンサーたちが登場し、目を閉じて舌を出したサムの口内に噴き出した水が注ぎこまれたり、黒革の下着だけを着用した男性ダンサーがベッドの上でゆっくり腰をくねらせた後、サムを取り囲んで踊るシーンなど性的な描写が目立つことで議論の的になった。グッド・モーニング・ブリテンに出演したジャーナリスト、アレックス・フィリップスはビデオについて「不健全」と評し、ビデオの中にはポルノに匹敵する箇所が見受けられると話した。またこのビデオに年齢制限をかけられていないせいでYouTubeやTikTokなどで子供がビデオを閲覧できることが問題だとした。
6月にはマドンナとのコラボレーションシングル「Vulgar」を発表。
10月には来日公演を開催、「Stay with Me」で幕を開けたコンサートは数々のヒット曲が演奏されMCでは5年ぶりの来日を喜んだ。「SEX」をテーマにした第三幕では半裸のボンデージ姿に身を包み、「Unholy」ではこの日一番の大歓声が上がった。
2024年、ナショナル・ポートレート・ギャラリーに裸でハープを弾くサムの姿を描いた絵画『グロリア』が展示された。

## 人物
- 2014年5月にサムは公にゲイであることを公表した[22]。
- ジェンダー・アイデンティティーはノンバイナリーであり、代名詞は「they/them」を使用することを公表している[23]。
- 4Musicでのインタビューにおいて強迫性障害の症状の改善に取り組んでいることなどを語っている。
- 歌手のリリー・アレン、その弟で役者のアルフィー・アレンとは親類にあたる[24]。

### 音楽性
- 影響を受けたアーティストとして、エイミー・ワインハウスとアデルの名前を挙げている[25][26]。

## ディスコグラフィー

### アルバム
| 年   | タイトル             | アルバム詳細                                                                                               | チャート最高位 | チャート最高位 | チャート最高位 | チャート最高位 | チャート最高位 | チャート最高位 | チャート最高位 | チャート最高位 | チャート最高位 | チャート最高位 | 認定 |
| 年   | UK                   | AUS | CAN            | DEN            | GER            | IRE            | NLD            | NZ             | SWE            | US             |                |                | |
| ---- | -------------------- | --- | -------------- | -------------- | -------------- | -------------- | -------------- | -------------- | -------------- | -------------- | -------------- | -------------- | --- |
| 2014 | In the Lonely Hour   | - 発売日: 2014年5月26日 - レーベル: Capitol - フォーマット: CD, LP, digital download - 全英売上: 235.8万枚 | 1              | 1              | 2              | 2              | 17             | 1              | 3              | 1              | 1              | 2              | - UK: 7× プラチナ - AUS: 5× プラチナ - CAN: 2× プラチナ - DEN: プラチナ - GER: ゴールド - NLD: プラチナ - NZ: 4× プラチナ - SWE: 2× プラチナ - US: 2× プラチナ |
| 2017 | The Thrill of It All | - 発売日: 2017年11月3日 - レーベル: Capitol - フォーマット: CD, LP, digital download - 全英売上: 8.3万枚   | 1              | 2              | 1              | 1              | 8              | 1              | 1              | 1              | 1              | 1              | - UK: シルバー |
| 2020 | Love Goes            | - 発売日: 2020年10月30日 - レーベル: - フォーマット: - 全英売上:                                           |                |                |                |                |                |                |                |                |                |                | - UK: |

### シングル
| 年                                        | タイトル                               | チャート最高位 | チャート最高位 | チャート最高位 | チャート最高位 | チャート最高位 | チャート最高位 | チャート最高位 | チャート最高位 | チャート最高位 | チャート最高位 | 認定 | 収録アルバム         |
| 年                                        | UK                                     | AUS            | CAN            | DEN            | GER            | IRE            | NLD            | NZ             | SWE            | US             |                | |                      |
| ----------------------------------------- | -------------------------------------- | -------------- | -------------- | -------------- | -------------- | -------------- | -------------- | -------------- | -------------- | -------------- | -------------- | --- | -------------------- |
| 2013                                      | Lay Me Down                            | 15             | 3              | 10             | —              | —              | 14             | 52             | 2              | 68             | 8              | - UK: ゴールド - AUS: 2× プラチナ - NZ: プラチナ - SWE: プラチナ - US: 2× プラチナ                                                                                   | In the Lonely Hour   |
| 2014                                      | Money on My Mind                       | 1              | 51             | —              | 18             | 11             | 4              | 33             | 12             | 18             | —              | - UK: プラチナ - DEN: 2× プラチナ - GER: ゴールド - NLD: 2× プラチナ - SWE: 2× プラチナ - US: ゴールド                                                               | In the Lonely Hour   |
| 2014                                      | Stay With Me                           | 1              | 5              | 1              | 3              | 11             | 1              | 3              | 1              | 4              | 2              | - UK: 2× プラチナ - AUS: 4× プラチナ - CAN: 4× プラチナ - DEN: 3× プラチナ - GER: プラチナ - NLD: 3× プラチナ - NZ: 3× プラチナ - SWE: 8× プラチナ - US: 7× プラチナ | In the Lonely Hour   |
| 2014                                      | I'm Not the Only One                   | 3              | 11             | 2              | 5              | 39             | 6              | 16             | 3              | 13             | 5              | - UK: プラチナ - AUS: 2× プラチナ - CAN: 2× プラチナ - DEN: 2× プラチナ - GER: ゴールド - NLD: ゴールド - NZ: 2× プラチナ - SWE: 3× プラチナ - US: 5× プラチナ       | In the Lonely Hour   |
| 2014                                      | Like I Can                             | 9              | 20             | 53             | 12             | 45             | 11             | 22             | 19             | 25             | 99             | - UK: プラチナ - AUS: プラチナ - DEN: プラチナ - NZ: ゴールド - SWE: プラチナ - US: ゴールド                                                                         | In the Lonely Hour   |
| 2014                                      | Have Yourself a Merry Little Christmas | 65             | 63             | 66             | —              | —              | 82             | —              | —              | —              | 90             | | なし                 |
| 2015                                      | Lay Me Down (featuring John Legend)    | 1              | —              | —              | —              | —              | 4              | 58             | —              | —              | —              | - UK: ゴールド | In the Lonely Hour   |
| 2015                                      | Writing's on the Wall                  | 1              | 44             | 43             | —              | 17             | 9              | 35             | —              | 63             | 71             | - UK: プラチナ - US: ゴールド | なし                 |
| 2017                                      | Too Good at Goodbyes                   | 1              | 1              | 2              | 2              | 22             | 2              | 3              | 1              | 2              | 4              | - UK: ゴールド - AUS: プラチナ - CAN: プラチナ - DEN: ゴールド - NZ: プラチナ - SWE: 2× プラチナ - US: プラチナ                                                      | The Thrill of It All |
| 2017                                      | One Last Song                          | 27             | —              | 66             | —              | —              | 36             | 89             | —              | 46             | —              | | The Thrill of It All |
| "—"は未発売またはチャート圏外を意味する。 |                                        |                |                |                |                |                |                |                |                |                |                | |                      |

### 客演参加楽曲
- ディスクロージャー(Disclosure) 『Latch』 (2012年)
- ノーティー・ボーイ(Naughty Boy) 『La La La』  (2013年)
- ディスクロージャー 『Together』 (2013年) - ナイル・ロジャースとジミー・ネイプスと共に参加
- ディスクロージャー 『Omen』 (2015年)

## 日本公演
- 2015年 In The Lonely Hour Tour

11月24日　国立代々木競技場第一体育館、25日　神戸ワールド記念ホール
- 2018年 The Thrill Of It All Tour

10月12日　さいたまスーパーアリーナ、15日　大阪城ホール
- 2023年 Gloria the Tour

10月11日　大阪市中央体育館、13日　Kアリーナ横浜、14日　Kアリーナ横浜(急病のため中止)